# Ni-Neith
Ni-Neith (eigentl. Hor-ni-Neith) war möglicherweise ein altägyptischer König (Pharao) der 0. Dynastie während der prädynastischen Epoche. Über seine Familie oder seine chronologische Position ist derzeit nichts bekannt.
Ni-Neith ist bislang nur durch zwei Tonritzungen auf gebrannten Vasen bekannt, die aus dem Grab 257 in Helwan stammen. Die Lesung des Namens ist aufgrund der nachlässigen Ausführung problematisch, die Ägyptologen Edwin van den Brink und Christiane Köhler gehen von einer Lesung als „Ni-Neith“ aus. Eine genauere zeitliche Zuordnung steht noch aus.